# Farum Sø
Farum Sø is een meer nabij de plaats Farum, gemeente Furesø, in Denemarken. Het meer heeft een oppervlakte van 120 ha en een gemiddelde diepte van 6,3 m.